# Асеева, Дарья Сергеевна
Дарья Сергеевна Асеева — советский хозяйственный и политический деятель.

## Биография
Родилась в 1921 г., беспартийная.
Окончила Грозненский сельскохозяйственный техникум.
C 1935 — рабочая совхоза.
В 1941—1943 гг. — сотрудница военизированной охраны сельхозснаба.
В 1946—1957 гг. — участковый агроном МТС, агроном колхоза.
В 1957—1981 гг. — бригадир виноградарской бригады колхоза «Красный пахарь» Шелковского района Чечено-Ингушской АССР.
Депутат Верховного Совета СССР 7-го созыва.
Умерла после 1981 года.

## Награды
- Орден Ленина (08.12.1973)
- Орден Трудового Красного Знамени (1966)